# Lotkini
 (août 2021).
Lotkini (ლოტკინი), aussi connu comme Colline de Lotkini (ლოტკინის გორა) est un quartier de Tbilissi, au centre de la municipalité, situé entre la gare centrale de Tbilissi et la « mer de Tbilissi » (réservoir d'eau central de la capitale géorgienne).

## Histoire
L'étymologie de Lotkini est inconnue, le nom étant une transcription russe d'un mot géorgien inconnu. Le terme est cité pour la première fois en 1848 sur une carte de Tiflis qui mentionne Lotik, la Colline de Lotkini et le Mont Lotkini. Toutefois, le quartier aux alentours de la Gare centrale de Tbilissi moderne est le lieu d'un palais royal dès le XIIe siècle.
Vers la fin du XIXe siècle, le lieu est une destination de pâturage pour les fermiers de moutons en provenance de Gomareti, un comté en Kvemo Karthli, et de Kakhétie. Au fil des années, Lotkini devient un village habité par des familles de Gomareti et par les ouvriers qui construisent la Gare centrale et le chemin de fer géorgien. C'est dans les années 1920 que le village rejoint la ville de Tbilissi. Durant la période soviétique, le quartier inclut la Pépinière de Tbilissi, d'où sont distribuées des pousses et des graines pour les plantations géorgiennes, arméniennes et azéries. Des dizaines de familles sont établies par les autorités soviétiques dans les années 1960 pour les travailleurs de la Pépinière.
Tandis que la majorité de la population locale est géorgienne, Lotkini est néanmoins le centre des Roms moldovars de la région (1 500 résidents dans le quartier, la majorité d'entre eux impliqués dans le commerce à la Gare centrale de Tbilissi). Une étude de 2009 faite par l'European Center for Minority Issues montre que ces habitants sont arrivés à Tbilissi dans les années 1930 de la Moldavie et d'Ukraine occidentale. Il existe aussi une communauté à Lotkini qui s'est agrandie à la suite des massacres de Sinjar, ainsi qu'un cimetière yézidi.

## Lieux
Le quartier de Lotkini contient plusieurs églises orthodoxes, telles que l'Église de la Mère-de-Dieu-d'Ivérie de Tbilissi et Église de Saint-David-de-Garedji de Tbilissi, ainsi qu'une église protestante.
On y trouve le cimetière municipal de Lotkini.

## Galerie

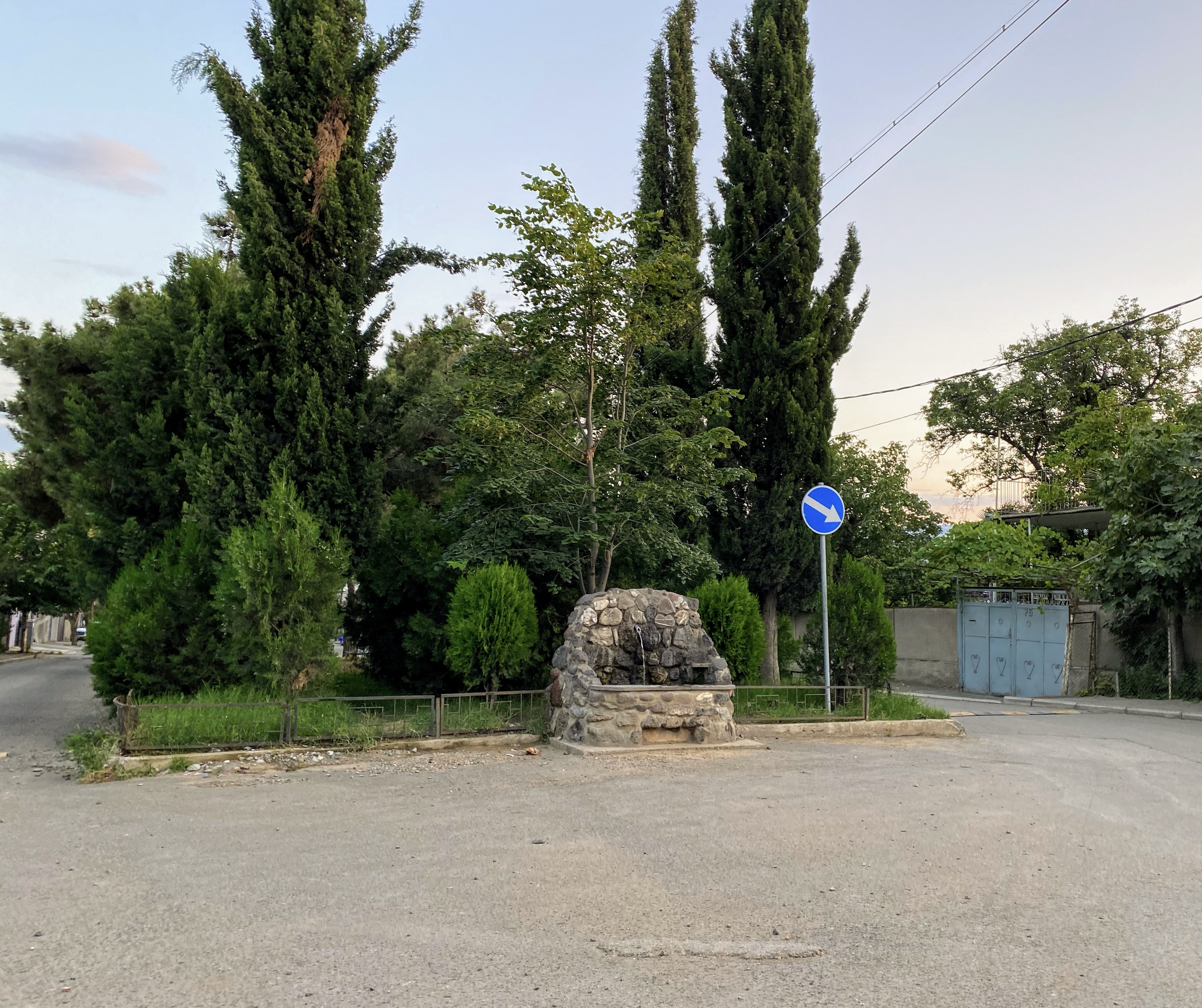
Parc sur la rue Iosseliani
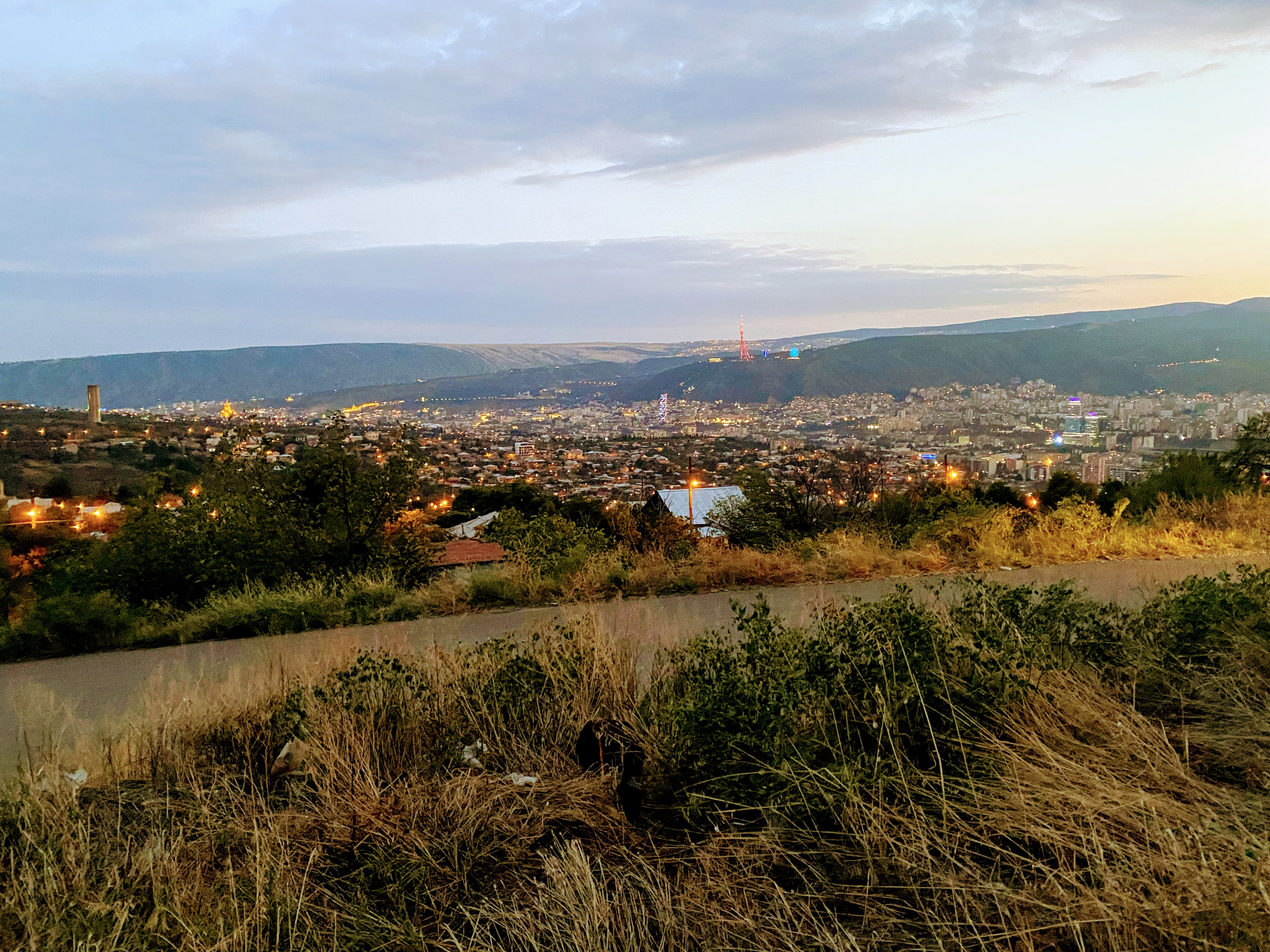
Vue de Tbilissi depuis Lotkini
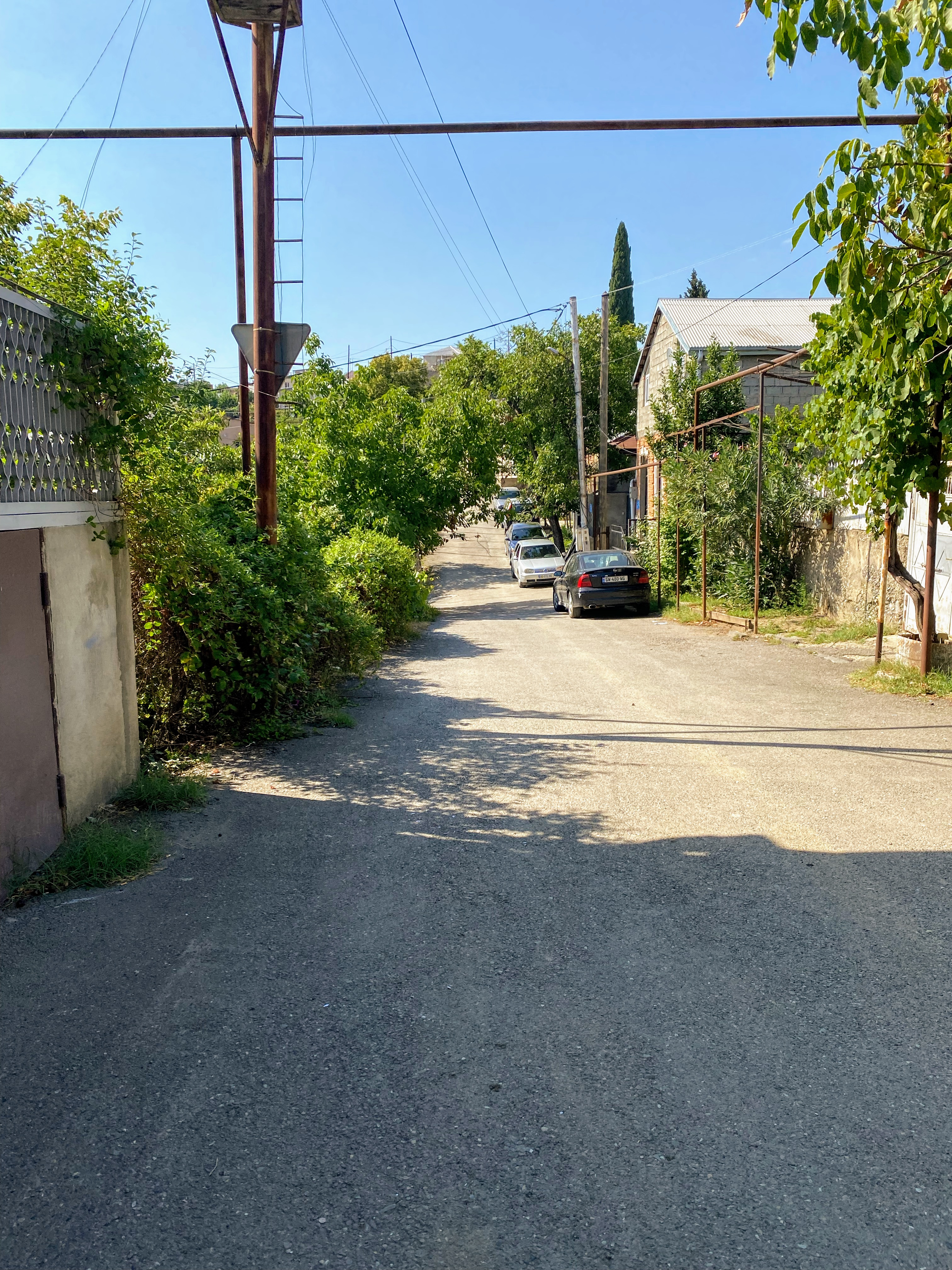
Rue Mikheïl Meskhi
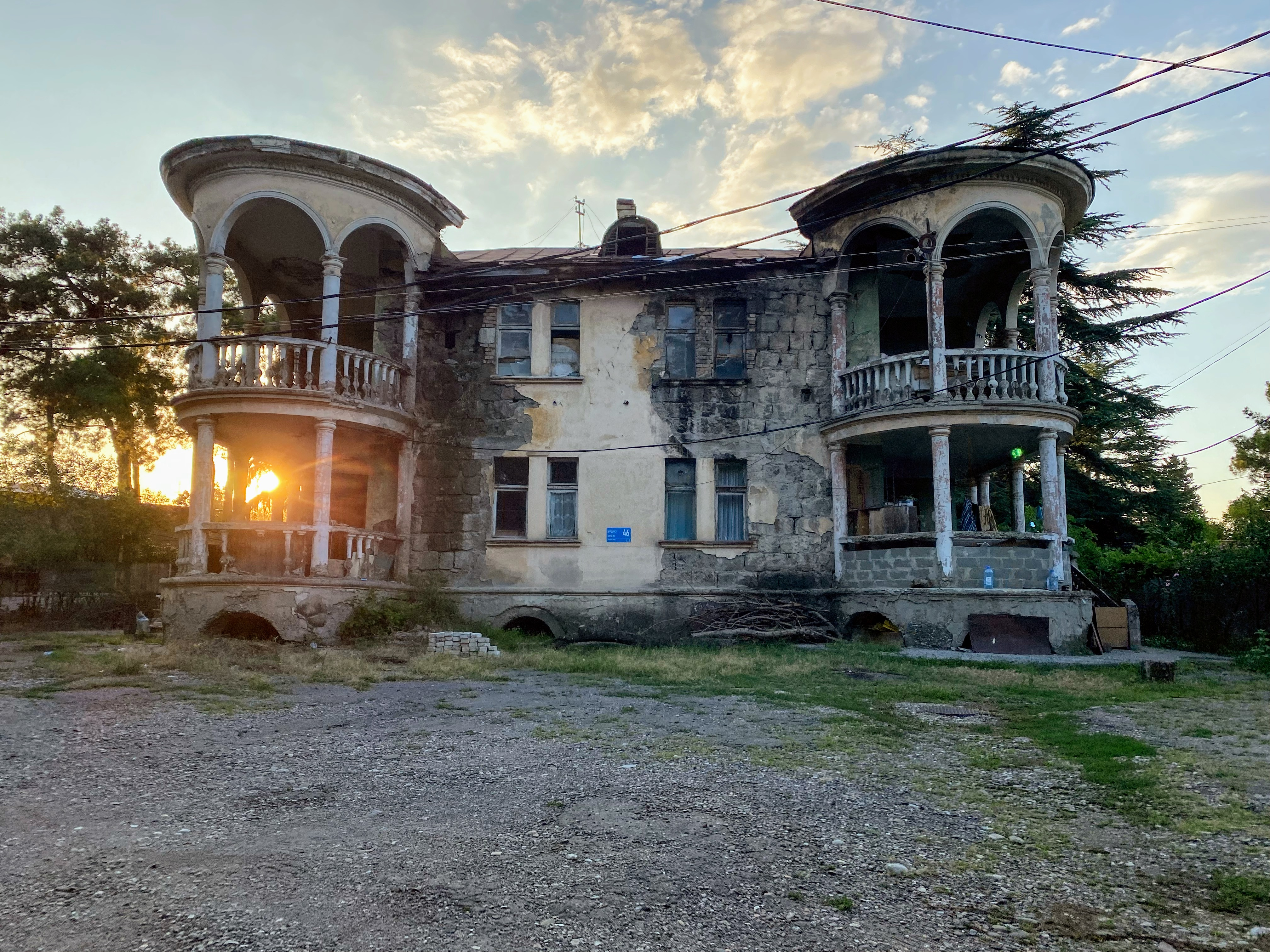
Pépinière de Tbilissi (époque soviétique)
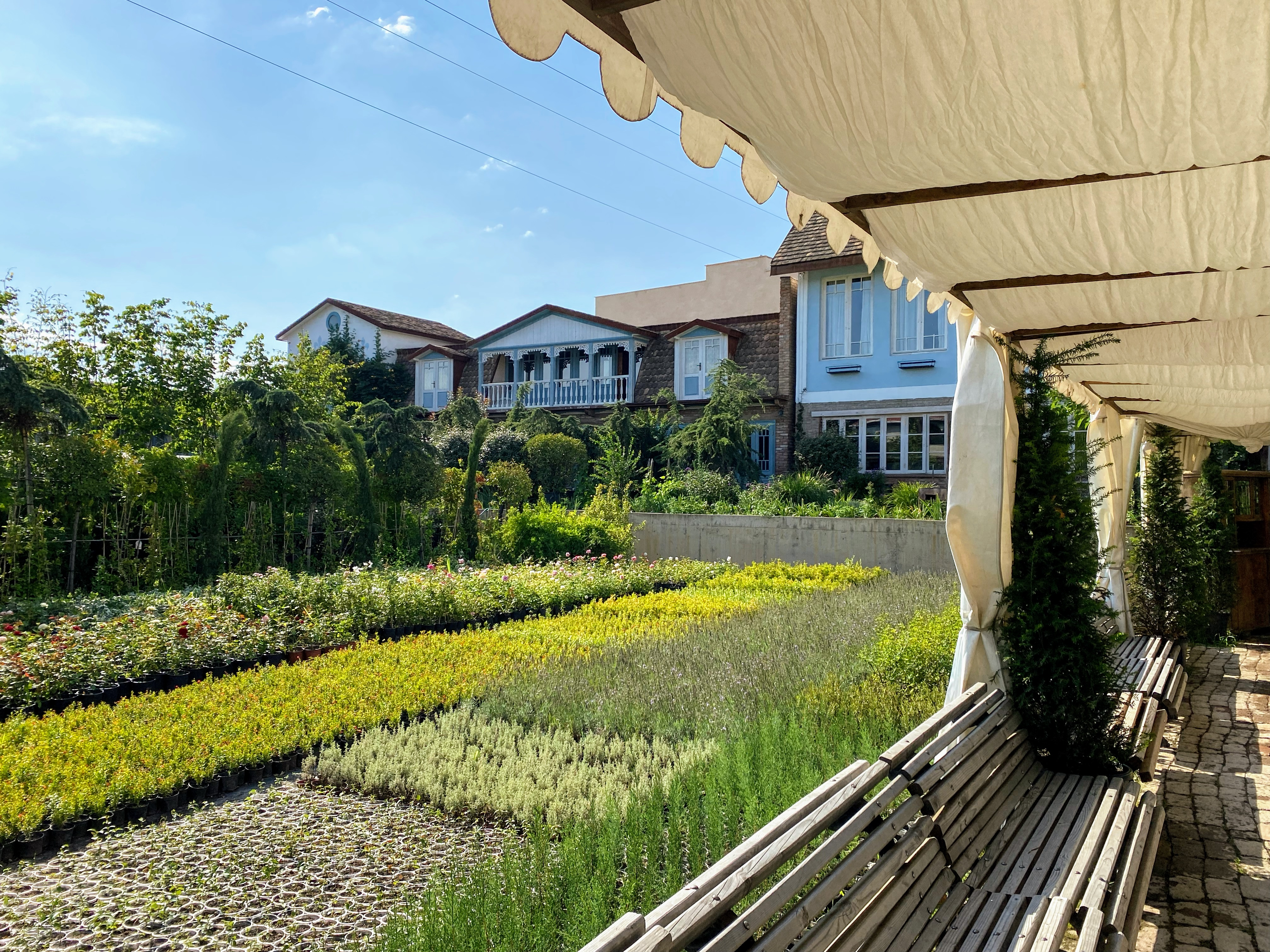
Gardenia Shevardnadze
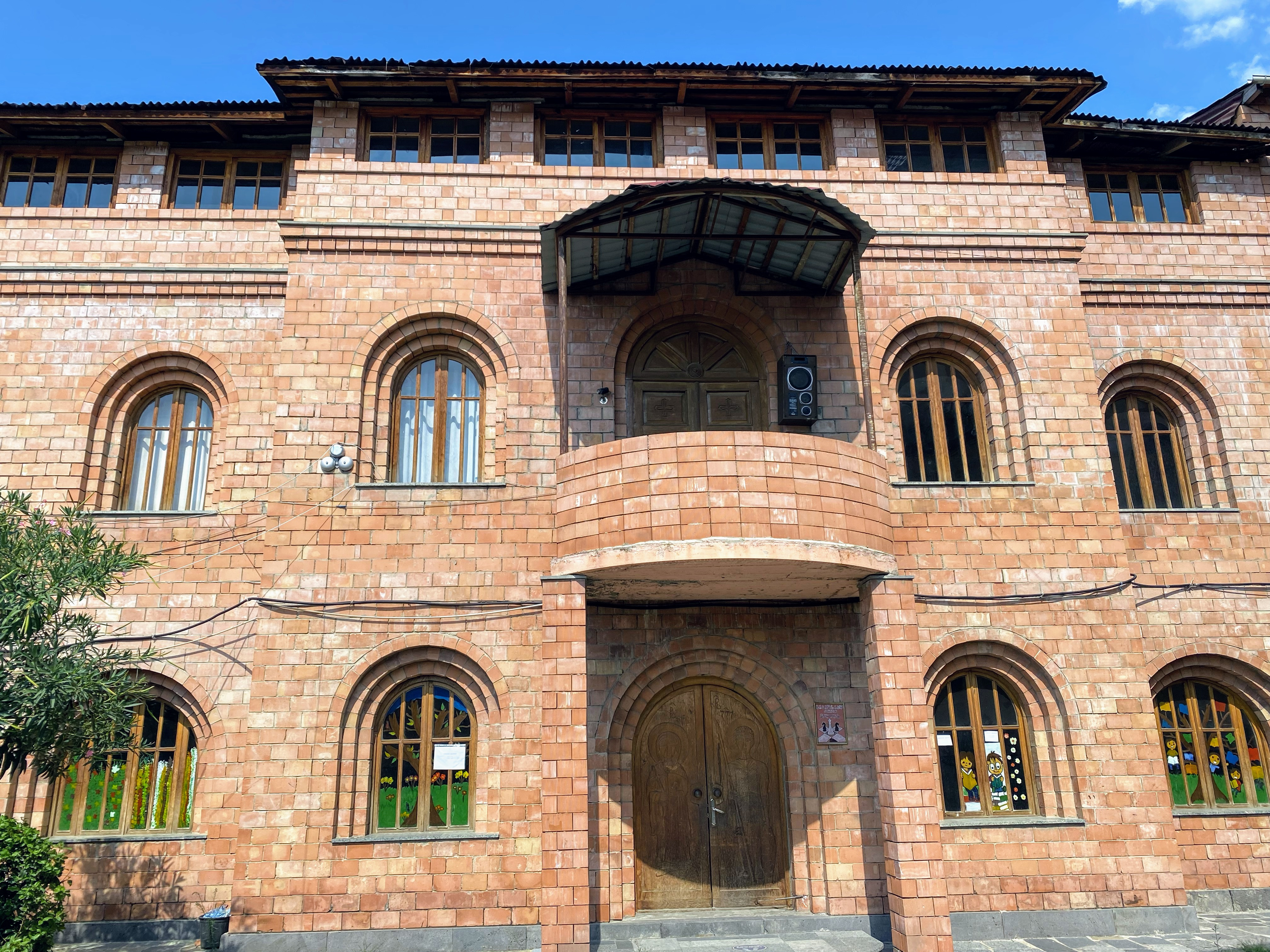
École paroissiale de Lotkini
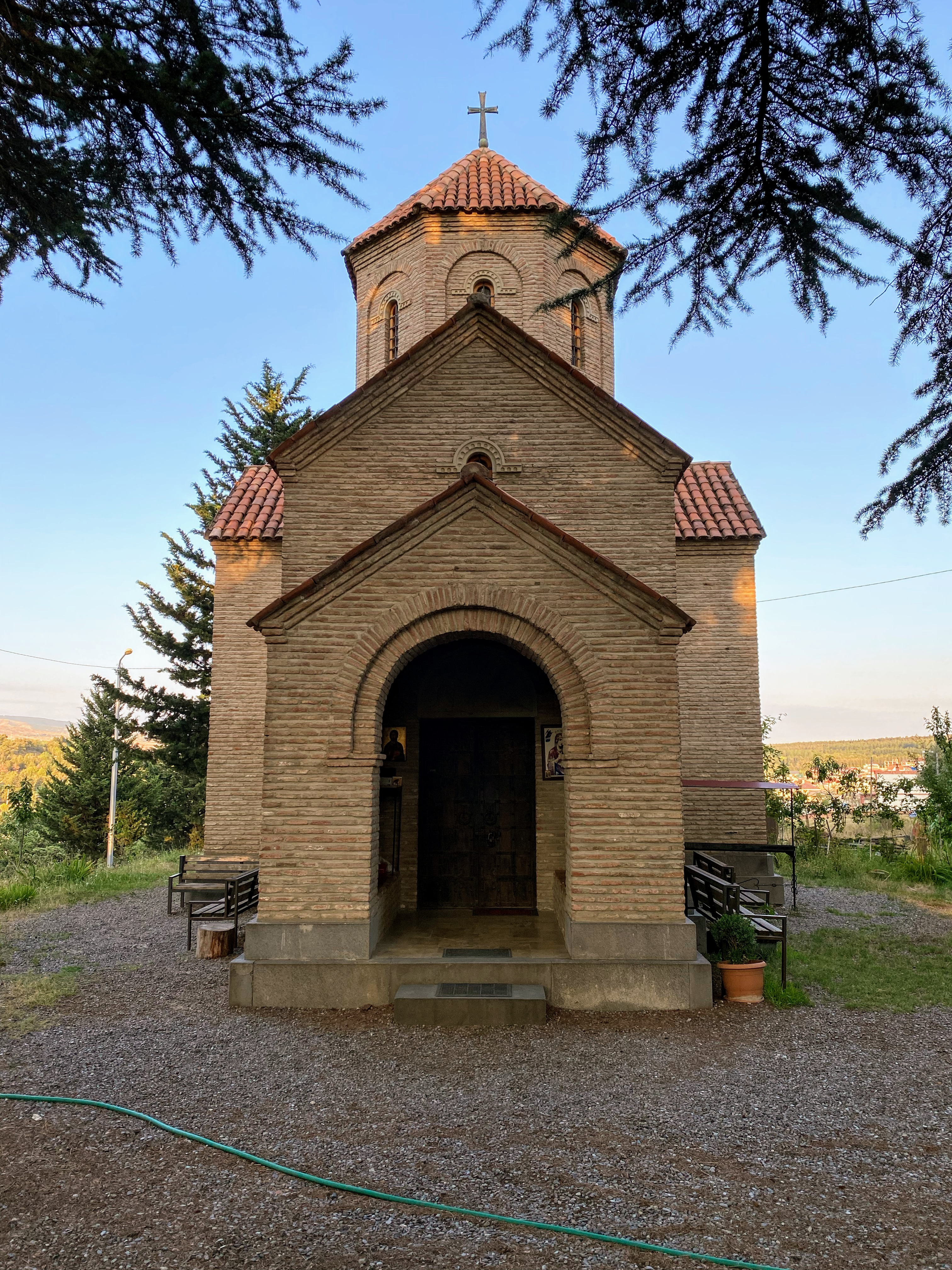
Église de Saint-David-de-Garedji de Tbilissi
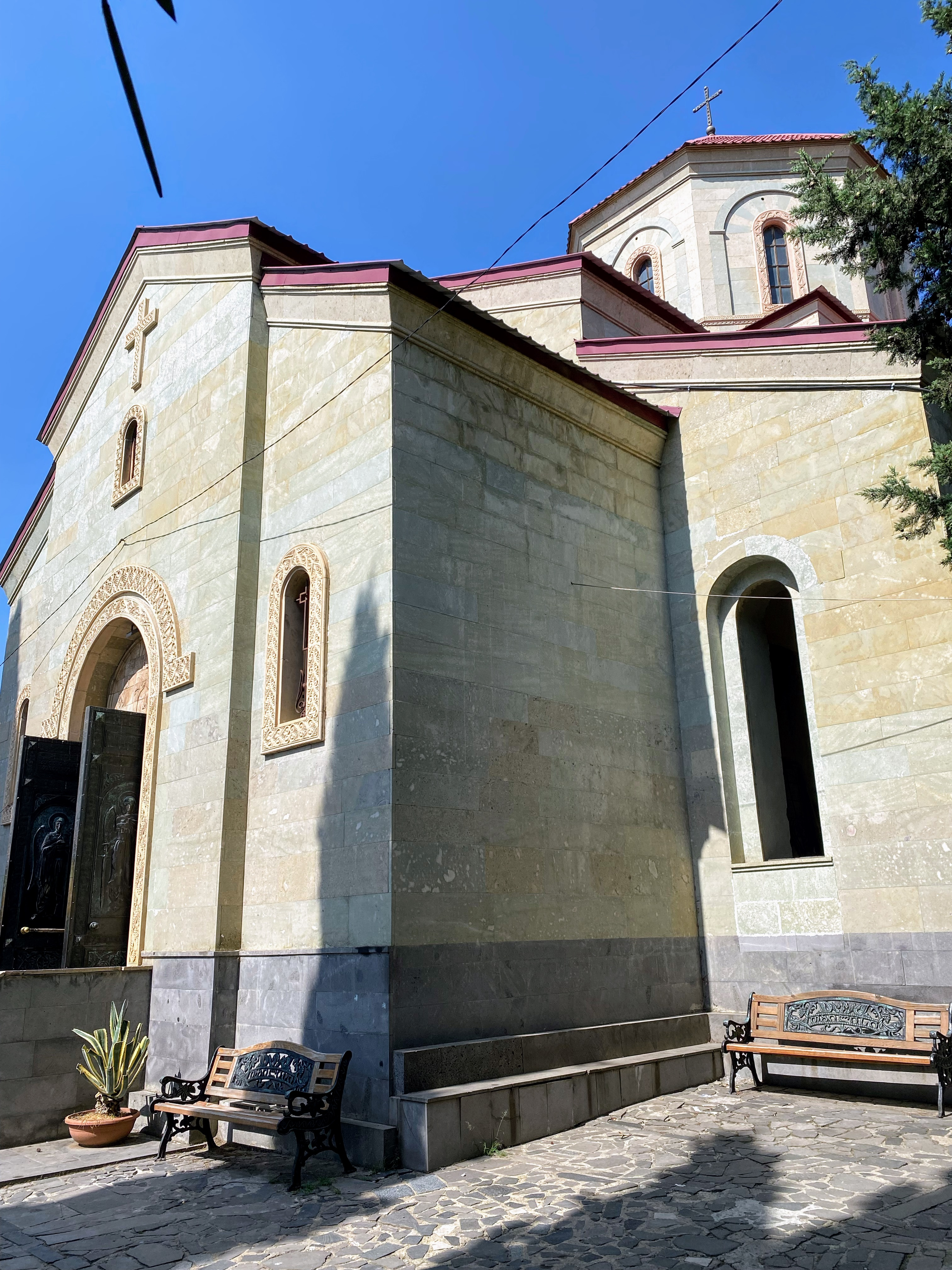
Église de la Mère-de-Dieu de Tbilissi
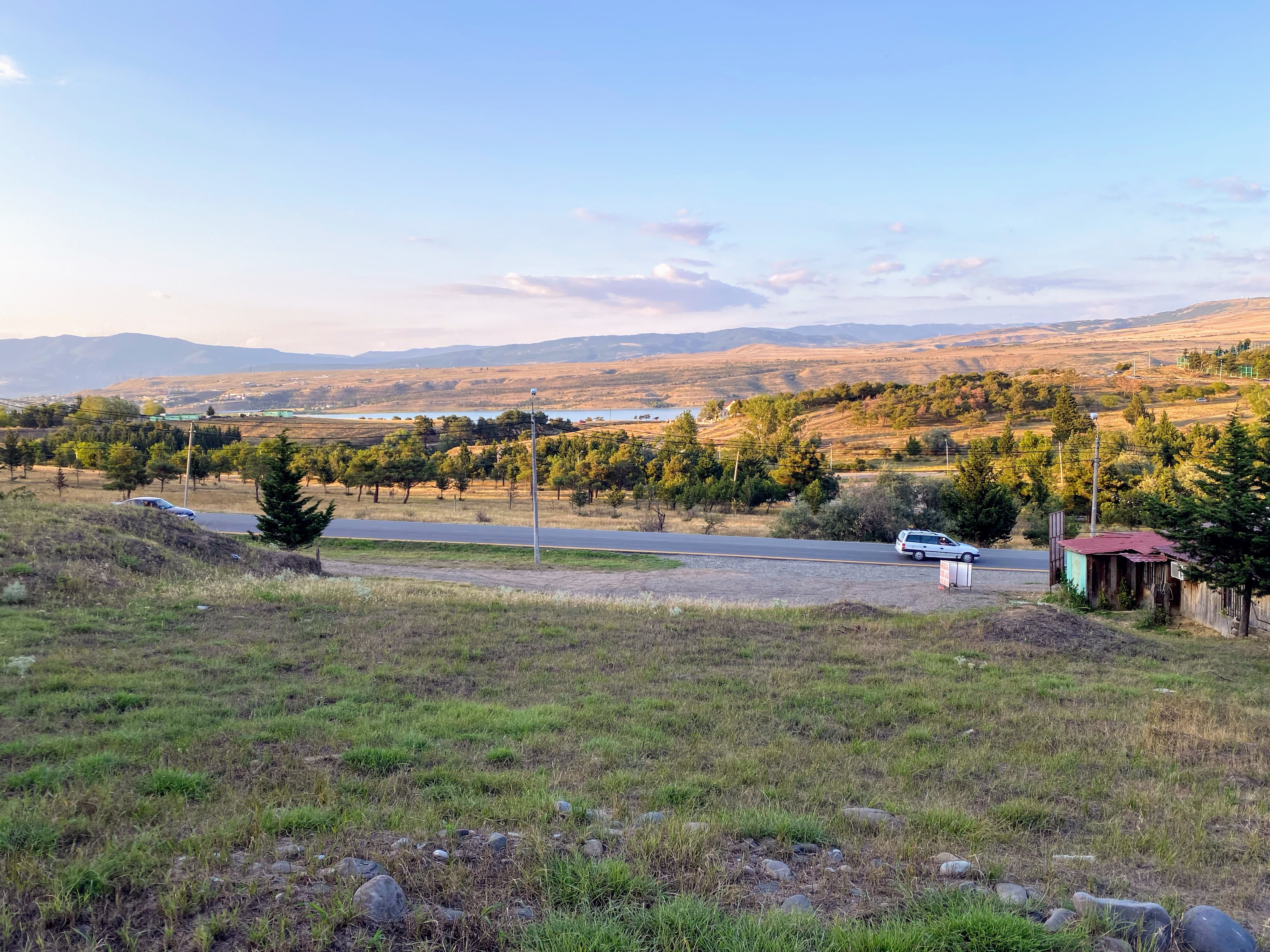
Vue de la mer de Tbilissi depuis Lotkini